# Route nationale 47 (France)
Pour les articles homonymes, voir Route nationale 47.
La route nationale 47 ou RN 47, est une route nationale française reliant Lens à Illies, entre La Bassée et Lille.
Avant les déclassements des années 1970, elle reliait Longwé, près de Vouziers à Longuyon. Elle a été déclassée en RD 947, sauf pour le tronçon Montmédy - Longuyon qui a fait partie de la RN 43.

## Tracé de Lens à Illies
La RN 47 ne traverse aucune agglomération mais passe près de :
- Lens
- Bénifontaine
- Wingles
- Douvrin
- Salomé
- Illies

Cette route longe une route départementale 947. On pourrait croire que cette dernière constitue l'ancienne N 47. Cette route fut classée nationale des années 1930 aux années 1970 en tant que RN 347. L'actuelle RN 47 est l'ancienne RN 347a qui évitait les traversées des villes de l'ancien tracé. Elle rejoint la route nationale 41 à la sortie de La Bassée, ce qui permet une liaison aisée entre Lens et l'ouest de la métropole lilloise.
L'ancienne RN 347 reliait Lens à Bray-Dunes via La Bassée, Estaires, Caëstre, Hondschoote et Ghyvelde.
L'actuelle RN 47 n'a pas fait l'objet de transfert aux départements dans le cadre de la décentralisation (loi du 13 août 2004).

### Voie express
- Échangeur entre  et
- 1 : centre commercial Lens 2
- 2 : Bénifontaine, Hulluch, Vendin-le-Vieil, Wingles, Carvin
- 3 : Douvrin, Billy-Berclau
- 4 : Douvrin, Billy-Berclau, Cambrin, Béthune, Auchy-les-Mines via
- : Marquillies, La Bassée
- Carrefour giratoire entre  et

## Ancien tracé

### De Longwé à Buzancy (D 947)
Elle traversait les communes de :
- La Croix-aux-Bois (km 1)
- Boult-aux-Bois (km 7)
- Germont (km 9)
- Harricourt (km 14)
- Bar-lès-Buzancy (km 15)
- Buzancy (km 16)

### De Buzancy à Montmédy (D 947)
Elle traversait les communes de :
- Buzancy (km 16)
- Nouart (km 24)
- Beauclair (km 29)
- Laneuville-sur-Meuse (km 35)
- Stenay (km 37)
- Baâlon (km 41)
- Chauvency-le-Château (km 48)
- Montmédy (km 53)

### De Montmédy à Longuyon (N 43)
Elle traversait les communes de :
- Montmédy (km 53)
- Iré-le-Sec (km 59)
- Marville (km 65)
- Saint-Jean-lès-Longuyon (km 67)
- Longuyon (km 78)